# Malanderpark

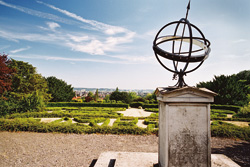
Malanderpark

Het Malanderpark is een park van 2 ha 60 a in de Oost-Vlaamse stad Ronse, gelegen tussen Kruisstraat en Oudestraat.
Het is een voormalig zandwinningsgebied dat in de jaren '50 van de 20e eeuw aan de stad werd geschonken door Jean de l'Arbre de Malander, de kasteelheer van het nabijgelegen Kasteel De Malander. In 1951 werd hier een park aangelegd, naar ontwerp van onder meer René Pechère. Op het hoogste punt van het park staat een gedenksteen met een zonnewijzer. Vanaf dit punt heeft men een fraai panorama over de stad.